# Laguna di Caorle
La laguna di Caorle è una laguna situata nei territori comunali di Caorle e San Michele al Tagliamento, nella città metropolitana di Venezia. Vi si immettono come immissario le acque del fiume Lemene; il canale Nicesolo ne è l'emissario che fluisce nel mar Adriatico; il canale Saetta invece assicura il collegamento navale della laguna con la darsena dell'Orologio e con il fiume Livenza. L'area, che separa il capoluogo comunale dall'area di Brussa, è individuata come sito di interesse comunitario (IT 325009).

## Storia
Si ritiene che i primi insediamenti nei territori dell'odierna laguna di Caorle siano da attribuire a popolazioni paleovenete. Nel 1994, infatti, uno studio commissionato dalla Soprintendenza ai beni archeologici del Veneto nella frazione di San Gaetano ha portato alla luce reperti databili alla tarda età del bronzo. Tuttavia le prime fonti storiche riguardanti il territorio passato poi sotto il nome di laguna di Caorle risalgono all'XI secolo, quando è reso noto che le acque circostanti all'isola caprulana erano date in concessione dalla Repubblica di Venezia agli abitanti per le attività di caccia e pesca sotto il pagamento di una somma annuale al doge. La stessa disciplina veniva imposta in un documento successivo, datato XV secolo, dove la somma annuale viene quantificata in due ducati.
Il sostentamento dei caorlotti è da sempre stato legato alla pesca nei territori lagunari. Si comprende quindi come il decreto della Serenissima del 29 agosto 1642, il quale confiscava l'intero territorio della laguna di Caorle (suddiviso in venti «prese») per venderlo a nobili veneziani e ricavarne fondi per finanziare la deviazione del corso del fiume Piave, fosse potenzialmente la fine del povero popolo caprulano. A quel periodo risale infatti il solenne voto fatto dalla popolazione alla loro Madonna dell'Angelo affinché fosse scongiurato quel pericolo e i caorlotti potessero continuare a sostenersi con la pesca in laguna. La preghiera fu esaudita nel 1741 quando, a fronte delle molte prese vendute, la Repubblica riservò la sedicesima (corrispondente alle attuali valli Zignago e Perera) ai cittadini di Caorle, i quali la utilizzarono per continuare l'attività di pesca. A memoria di quel voto ancora oggi si celebra una solenne festa in onore della Madonna la seconda domenica del mese di luglio.
La laguna era quindi ritenuta il luogo privilegiato per la pesca sotto costa. Proprio per muoversi agilmente in quelle acque dai fondali particolarmente bassi, ha origine da queste zone di Caorle l'omonima imbarcazione, la Caorlina, caratterizzata da un fondale piatto e da un'ampia stiva, che permetteva ai pescatori di trasportare generi di prima necessità e di dormire a bordo. Infatti i pescatori di Caorle erano soliti, fino agli anni 50/60 del secolo scorso, lasciare le loro case nel capoluogo all'inizio del mese di settembre per recarsi, nel periodo chiamato in dialetto Fraìma, in laguna per la pesca e alloggiare nei cosiddetti "Casoni", abitazioni di fortuna costruite con canne palustri intrecciate.

## Geografia
La laguna di Caorle si presenta oggi suddivisa in sei territori, detti Valli (probabilmente dal latino "vallum", cioè argine, terrapieno).
- Valle Zignago, che costituisce la sezione della laguna più lontana dal mare Adriatico. È la parte più estesa della laguna di Caorle (circa 8 chilometri quadrati) ed è adibita all'agricoltura e all'allevamento ittico.
- Valle Perera, la sezione più piccola della laguna (circa 1.5 chilometri quadrati), situata a sud della Valle Zignago, con la quale formava la «sedicesima presa», cioè la parte della laguna che la Serenissima aveva riservato alla popolazione di Caorle.
- Valle Grande, detta anche Valle Franchetti, poiché dall'inizio del novecento e fino agli anni sessanta del secolo scorso fu proprietà della famiglia del barone Raimondo Franchetti. Ha un'estensione di circa 6 chilometri quadrati e conserva, a differenza delle precedenti valli, l'originario carattere palustre. Proprio in questa porzione di laguna lo scrittore e giornalista statunitense Ernest Hemingway si recava di più volte all'anno, nel periodo tra il 1948 e il 1954, ospite del barone Raimondo Nanuk Franchetti, dedicandosi alla caccia all'anatra. In questo contesto maturò le idee che portarono alla stesura del romanzo Di là dal fiume e tra gli alberi[6].

- Vallenova, con un'estensione di circa 6 chilometri quadrati, è caratterizzata da un ambiente salmastro.
- Vallegrande e Vallesina di Bibione, le due valli che si trovano oggi nel territorio del comune di San Michele al Tagliamento, adiacenti al comprensorio balneare di Bibione, con un'estensione complessiva di circa 5 chilometri quadrati.
- Recentemente (nel 1994), allo sbocco di Valle Zignago e tra le foci dei fiumi Lemene e Tagliamento in località Brussa, è stata ricavata un'oasi di circa 1.5 chilometri quadrati, chiamata Vallevecchia, e caratterizzata da un ambiente palustre e da lidi sabbiosi, ottenuti con la bonifica degli anni sessanta[7].